# Chiesa di San Pietro ai Prati

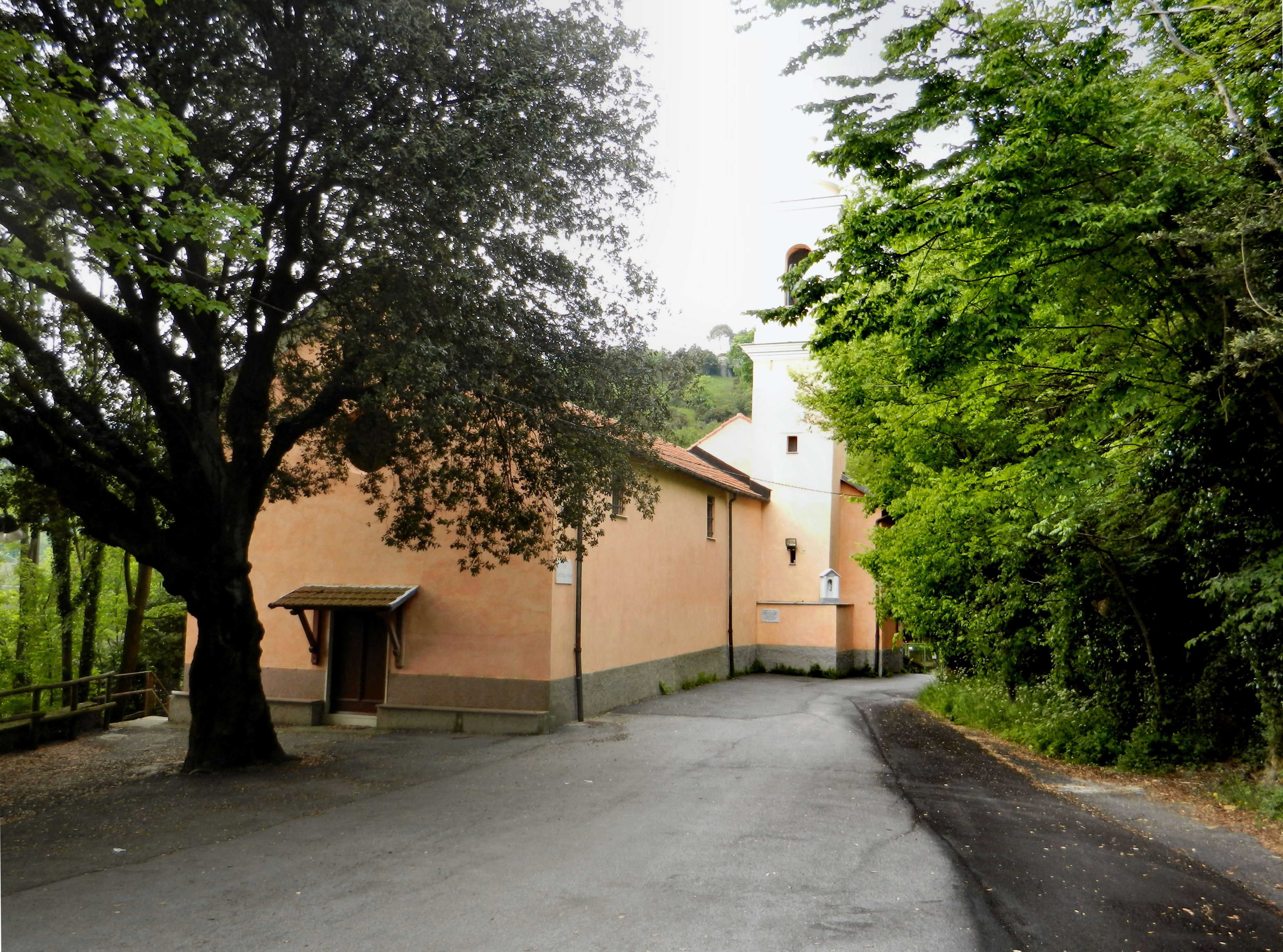
La chiesa dalla strada principale del borgo

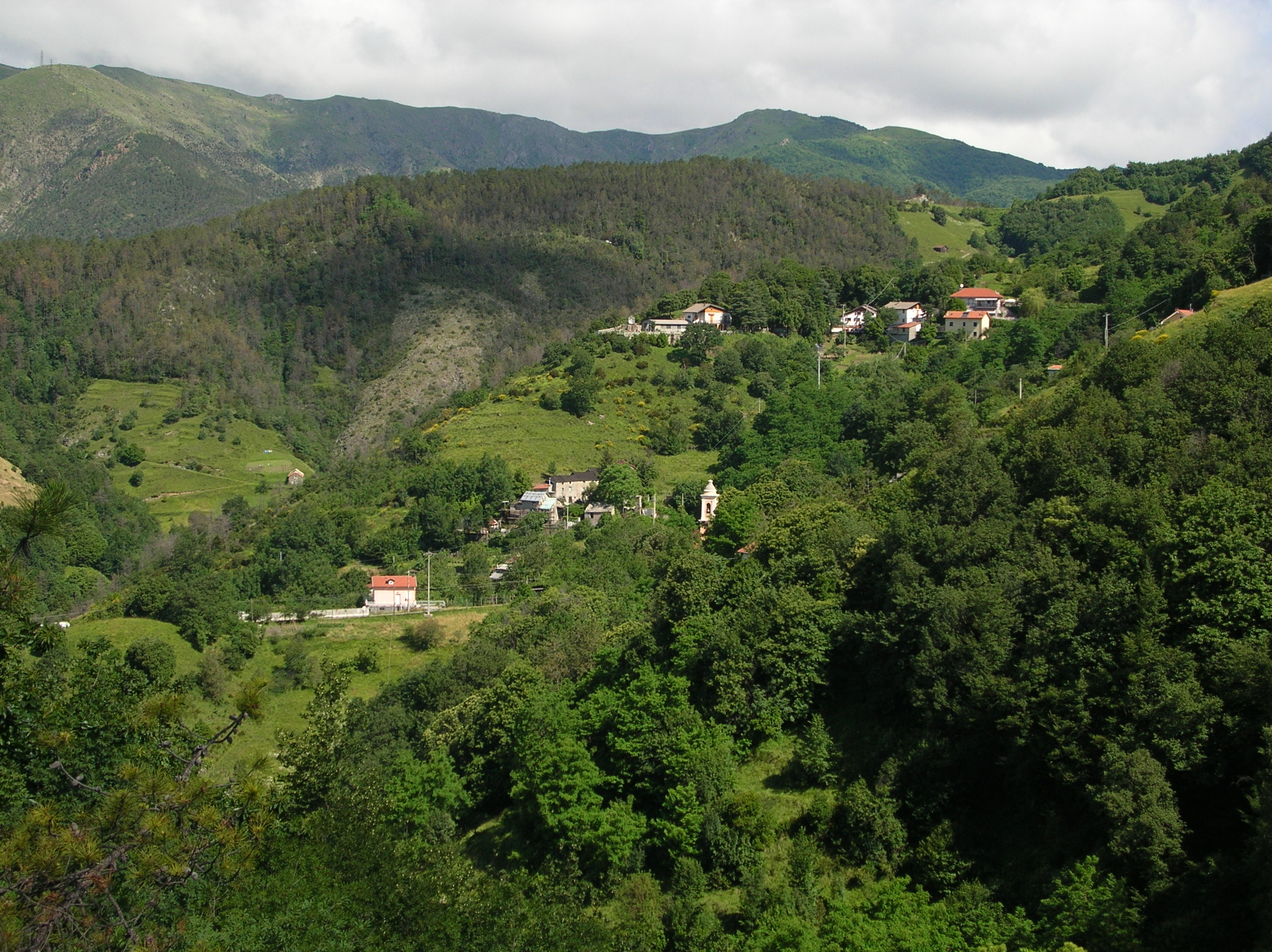
Il borgo di San Pietro ai Prati con il campanile della chiesa, come appaiono dalla località Timone.

La chiesa di San Pietro ai Prati è un edificio religioso situato nella alta Val Chiaravagna, a Genova. Dal 2007 è sottoposta a vincolo dalla soprintendenza ai beni architettonici per le sue caratteristiche storiche e artistiche.

## Storia
La data precisa di edificazione della chiesa non è certa, fu costruita come cappella rurale in epoca rinascimentale da maestranze liguri, o nel 1639 o nel 1735. Nel 1746, durante l'assedio di Genova, fu semidistrutta dai soldati austriaci, ma fu completamente ristrutturata nell'arco di circa quarant'anni: nel 1790 secondo l'arciprete Egidio De Leopardi e nel 1786 secondo lo storico ottocentesco Goffredo Casalis. In questo periodo, l'area sotto la gestione della chiesa acquisì anche le funzioni di ospitale e stazione di posta, precedentemente svolte nella non lontana abbazia di Cassinelle, che nel frattempo aveva diminuito la sua rilevanza.
Nel 1820 fu promossa a chiesa succursale di Santo Stefano di Borzoli. Nella prima metà dell'Ottocento Casalis la descrisse così:
(Goffredo Casalis, 1849)
All'inizio del XX secolo, nel 1903, cominciarono i lavori di ampliamento, che furono sospesi per l'individuazione di una cavità sotto le fondamenta, e furono poi terminati dopo il riempimento per mezzo di massi, soluzione che causò la comparsa di una crepa sull'edificio. Nel 1926, nell'ambito del progetto urbanistico di creazione della Grande Genova, passò dal comune di Borzoli al comune di Genova. Nel 1938 fu eretta vicaria curata autonoma, e nel 1947 fu eretta parrocchia.
La chiesa fu nuovamente ristrutturata nel 2007, con impianto di tre campane e motorizzazione di quella centrale, finanziati dalla Fondazione Carige, oltre al consolidamento, all'intonacatura e al restauro dell'edificio, finanziati coi fondi dell'otto per mille della Conferenza Episcopale Italiana. Dal 2007 è sottoposta con decreto a vincolo dalla Soprintendenza ai beni architettonici per le sue caratteristiche storiche e artistiche.

## Descrizione
La chiesa presenta una facciata a capanna con ingresso centrale coperto da una tettoia in legno e tegole, sopra il quale si apre una finestra circolare. La facciata e i prospetti esterni sono tinteggiati in giallo arancio. Sopra al portone principale vi è un rosone con vetrata policroma. La pianta rettangolare misura 7 metri di larghezza per 12 di lunghezza. Ha una navata con volta a botte. Le pareti sono decorate con mattonelle dipinte raffiguranti le quattordici tappe della Via Crucis. La pavimentazione è a lastre in marmo bianco e grigio alternate, con motivo a scacchiera. I soffitti sono decorati con sei grandi lampadari a candelabro con pendenti di cristallo.
L'antico altare maggiore bicromo, collocato nel presbitero separato con una balaustra di colonnine in marmo, presenta gambe in ardesia decorate e mensa in marmo bianco. È sovrastato, alle spalle, da un grande crocifisso ligneo. Il crocefisso, esposto dal 2010, è in legno policromo e risale al XVII secolo, attribuito alla bottega dei Gaggini da Bissone e restaurato a cura dell'Accademia ligustica di belle arti fra il 2007 e il 2010. L'opera era originariamente collocata nella Cappella del Santo Cristo in via Multedo di Pegli, struttura in grave degrado. Sono presenti inoltre un piccolo ambone in marmo e un organo.
Fra gli arredi sono presenti due quadri, uno raffigurante San Pietro e l'altro la Nostra Signora della Salute. Vi è inoltre una targa marmorea dedicata ai caduti della borgata nella Prima guerra mondiale (Antonio Caneva di 21 anni, Salvatore Pareto di 21 anni e Carlo Parodi di 22 anni), posta il 12 novembre 1922.
La chiesa ha un alto campanile dotato di quattro campane. In una piccola edicola esterna, sotto al campanile, è presente una piccola statua della Madonna della Salute, il cui omaggio viene festeggiato ogni prima domenica di agosto. Sotto di essa vi è una lastra marmorea dedicata ai restauri del 2007.